# Henri Meck
Henri Meck (Saverne, 31 de juliol de 1897 – Estrasburg, 25 de desembre de 1966) fou un sindicalista i polític alsacià. De família modesta, treballà en la implantació de la Confederació Francesa dels Treballadors Cristians (CFTC) a les mines d'hulla de Lorena. El 1922 fou nomenat secretari general de la Federació dels Sindicats Cristians d'Alsàcia i Lorena i de la secció minaire del CFTC. Entre 1932 i 1940 fou president de la Federació Internacional dels Sindicats Cristians de Minaires.
Paral·lelament, milità a la Unió Popular Republicana, i en fou candidat per Molsheim a les eleccions legislatives franceses de 1928 dins les llistes del Partit Demòcrata Popular. Fou reelegit el 1932, i el 1933 fou nomenat alcalde de Molsheim i conseller general del cantó de Benfeld el 1934. Reelegit novament diputat el 1936, es va unir als Independents d'Acció Popular, agrupació de diputats cristians i autonomistes.
Decidit opositor al nazisme, va votar en contra de la concessió de plens poders al mariscal Philippe Pétain el 10 de juliol de 1940. El 1942 fou expulsat d'Alsàcia per les autoritats alemanyes, es va establir al sud-oest de França i col·laborà amb la Resistència Francesa. En acabar la Segona Guerra Mundial va tornar a Alsàcia i continuà com a cap regional de la CFTC. El 1945 participà en la refundació de la UPR i altres grups en el Moviment Republicà Popular, del que en formà part del comitè director. Continuà com a alcalde de Molsheim i el 1960 fou nomenat Conseller general del Baix Rin fins a la seva mort.